# Nyergesbékafélék
A nyergesbékafélék  (Brachycephalidae) a kétéltűek (Amphibia) osztályába és  a békák (Anura) rendjébe tartozó  család.

## Rendszerezésük
A családba az alábbi nemek tartoznak:
- Brachycephalus – (Fitzinger, 1826)
- Ischnocnema – Reinhardt és Lütken, 1862

## Előfordulásuk
Brazília délkeleti részén és Argentínában honosak.